# Atanazy Pakosta
Atanazy Pakosta (zm. 1625) – duchowny greckokatolicki, unicki biskup chełmski.
Atanazy Pakosta pochodził z rodziny mieszczan wileńskich. Kształcił się w Kolegium Jezuitów w Braniewie (uczęszczał do niego w latach 1609-1611). W trakcie nauki przyjął święcenia kapłańskie. Po wstąpieniu do zakonu bazylianów był ihumenem klasztoru w Mińsku. Od 7 sierpnia 1619 unicki ordynariusz chełmski. W latach 1619–1620 przeprowadził wizytację eparchii, natrafiając często na opór ze strony prawosławnych, m.in. w Chełmie, Krasnymstawie i Busku. W Krasnymstawie 10 lutego 1619 r. mieszczanie prawosławni nie dopuścili do wizytacji cerkwi Świętej Trójcy, a przybyłych z nim duchownych unickich wypędzili z miasta.
Oprócz działalności zmierzającej do rozszerzenia unii, biskup Pakosta podjął kroki zmierzające do rewindykacji dóbr należących do uposażenia eparchii, m.in. doprowadził do odzyskania wsi Buśno i Białopole, oddanych w dzierżawę przez poprzednika, Arseniusza Andrzejewskiego. Usiłował ponadto wprowadzić do diecezji bazylianów, osiedlając ich w klasztorze w Kolemczycach. Fundacja ta nie przyniosła widocznych rezultatów, nie doprowadziły bowiem do powstania znaczącego ośrodka bazyliańskiego.
Na lata sprawowania przez niego urzędu przypada odnowienie hierarchii prawosławnej metropolii kijowskiej przez patriarchę jerozolimskiego Teofana, który na przełomie 1620-1621 r. wyświęcił prawosławnego metropolitę kijowskiego Hioba oraz sześciu biskupów, w tym chełmskiego, którym został Paisjusz Hipolitowicz Czerkawski. Od tego momentu eparchia chełmska posiadała dwóch hierarchów - unickiego i prawosławnego. Paisjusz Czerkawski nie objął nigdy jednak faktycznie w posiadanie katedry chełmskiej  i w czasie rządów Pakosty rzadko przebywał na terenie diecezji. Osiadł w klasztorze św. Onufrego w Jabłecznej nad Bugiem, skąd za pośrednikiem namiestników wywierał wpływ na trwających przy prawosławiu mieszkańców eparchii. 
Atanazy Pakosta zmarł na początku sierpnia 1625 r. i kazał się pochować w katedrze chełmskiej.